# 特羅布爾索姆 (科羅拉多州)
特羅布爾索姆（英語：Troublesome）是位於美國科羅拉多州格蘭德縣的一個非建制地區。該地的面積和人口皆未知。

## 地理
特羅布爾索姆的座標為40°03′39″N 106°17′30″W / 40.06083°N 106.29167°W，而該地的平均海拔高度為2244米（即7362英尺）。